# Barbara Castle, Baroness Castle of Blackburn

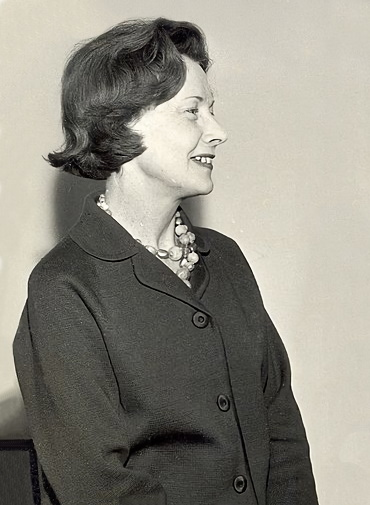
Barbara Castle, Baroness Castle of Blackburn

Barbara Anne Castle, Baroness Castle of Blackburn, geb. Betts, (* 6. Oktober 1910 in Chesterfield; † 3. Mai 2002 in Ibstone, Buckinghamshire) war eine britische Politikerin der Labour Party. 1945 ins Unterhaus gewählt, stieg sie zu einer der bedeutendsten Labour-Politikerinnen des 20. Jahrhunderts auf. Sie war die Frau mit der längsten durchgängigen Parlamentszugehörigkeit, bis ihr Rekord 2007 von Gwyneth Dunwoody gebrochen wurde. Sie war die erste und bis heute einzige Frau im Amt des First Secretary of State.

## Leben
Barbara Castle war die Tochter von Frank und Annie Betts und wurde 1910 als jüngstes von vier Kindern in Chesterfield geboren. Sie wuchs in Pontefract und Bradford auf. Die Industriestadt Bradford gilt als eine Geburtsstätte der britischen Arbeiterbewegung.
Schon in jungen Jahren kam Castle in Kontakt mit sozialistischen Ideen und Politik. Sie wuchs in einer politisch aktiven Familie auf, in der „immer jemand auf dem Sofa schlief“. Ihre ältere Schwester Marjorie arbeitete später für die Innere Londoner Schulbehörde, während ihr Bruder Jimmie sich für Oxfam in Nigeria engagierte. Castle selbst trat schon in ihrer Jugend in die Labour Party ein.
Ihr Vater war Steuerinspektor, wodurch er als leitender Angestellter in besonderer Tätigkeit (reserved occupation) vom Militärdienst im Ersten Weltkrieg ausgenommen wurde. Der Charakter seines Berufs als Steuerprüfer und die verschiedenen Beförderungen führten dazu, dass die Familie mehrmals umzog. Nach dem Umzug nach Bradford 1922 brachte sich die Familie bald in die Arbeit der lokalen Independent Labour Party ein. Und obwohl ihrem Vater als Beamter eine politische Betätigung formell untersagt war, wurde er 1933 Redakteur des Bradford Pioneer, einer lokalen, sozialistischen Zeitung.
Castles Mutter, Annie Betts, führte den Haushalt und half auch beim Betrieb einer Suppenküche für die städtischen Bergarbeiter. Nachdem Barbara ausgezogen war, kandidierte Annie bei den Kommunalwahlen und wurde Stadträtin der Labour Partei – was sie selbst ihren nächsten Familienangehörigen lange verheimlichte.

## Ausbildung

### Frühe Jahre
Castle besuchte zunächst die Love-Lane-Grundschule, später dann die weiterführende Mädchenschule Pontefract and District. Nach dem Umzug nach Bradford (Grafschaft Yorkshire) ging sie im Alter von zwölf Jahren an das örtliche Mädchengymnasium. Durch ihr schulisches Engagement für das Theater begann sie erstmals ihre Redegewandtheit zu entwickeln. Auch in anderen Bereichen zeigte sie herausragende akademische Leistungen und errang damit zahlreiche schulische Auszeichnungen.
Sie organisierte Probe-Wahlen an ihrer Schule, bei denen sie sich als Labour-Kandidatin aufstellte und deutliche Kritik an der Schule äußerte – insbesondere an dem in ihrer Wahrnehmung hohen Anteil an Mädchen aus reichen Familien. Nichtsdestotrotz wurde sie in ihren letzten Schuljahren zur Schulsprecherin gewählt.

### Universität
Während ihres Studiums am St Hugh’s College in Oxford, welches sie als Bachelor of Arts mit einem Abschluss in Philosophie, Politik und Wirtschaft verließ, begann Castle mit ernsthafter politischer Aktivität in Oxford. Sie wurde Schatzmeisterin des Oxford University Labour Club – das höchste Amt, das eine Frau damals in diesem Club ausüben durfte. Die Zeit an der Universität empfand Castle aus mehreren Gründen als schwierig; es fiel ihr schwer, die Atmosphäre eines Instituts zu akzeptieren, das erst vor Kurzem begonnen hatte, seine Einstellung zur Ungleichbehandlung von Männern und Frauen zu hinterfragen. Voller Verachtung für die elitäre Natur einiger Elemente dieses Instituts bezeichnete sie etwa den Debattierclub Oxford Union als „die Kadettenschule des Establishments“.
Nach dem Studium arbeitete Barbara Betts als Journalistin für eine Zeitung, die schon eine Woche nach ihrem Stellenantritt ihr Erscheinen einstellte. Während der Zeit der Depression verdiente sie als Werbevorführerin für einen Nahrungsmittelkonzern in Manchester ihren Unterhalt. 1936 kehrte sie wieder nach London zurück, wo sie sich bis 1940 als Redakteurin beim Town and County Councillor betätigte und sich der Lokal- und Regionalpolitik zuwandte.
Castle wurde 1937 ins St. Pancras Borough Council gewählt und sprach 1943 erstmals bei der jährlichen Konferenz der Labour-Partei. Sie war eine höhere Verwaltungsbeamtin im Landwirtschaftsministerium und eine Luftschutz-Helferin während der Angriffe der deutschen Luftwaffe auf Großbritannien.
Von 1940 bis 1945 arbeitete Barbara Betts im „Metropolitan Water Board“, einem städtischen Amt für die Wasserversorgung in London, sowie von 1941 bis 1944 in leitender Stellung als Verwaltungsbeamtin des Ernährungsministeriums. 1944/1945 wirkte sie ein Jahr lang als Korrespondentin der linksgerichteten Londoner Zeitung Daily Mirror, wo sie den Journalisten Edward „Ted“ Castle kennenlernte, der später Herausgeber der Abendausgabe dieser Zeitung wurde und den sie 1944 heiratete.

## Mitglied des Parlaments
Bei den Britischen Unterhauswahlen 1945, welche die Labour-Partei mit einem Erdrutsch-Sieg gewann, wurde sie Abgeordnete im House of Commons für Blackburn, Lancashire.
Castle erarbeitete sich bald einen Ruf als politische Linke und als mitreißende Rednerin. Während der 1950er Jahre war sie ein bedeutendes Mitglied des von Aneurin Bevan geführten linken Labour-Parteiflügels und machte sich einen Namen als Verfechterin der Dekolonisation und der Anti-Apartheid-Bewegung.

## Regierung
In der Regierungszeit von Harold Wilson von 1964 bis 1970 bekleidete Castle eine Reihe von Minister-Posten. Sie trat dem Kabinett als Entwicklungshilfe-Ministerin bei und war damit nach Margaret Bondfield, Ellen Wilkinson und Florence Horsbrugh die vierte Frau überhaupt in der britischen Geschichte, welche einen Kabinettsposten innehatte.
Als Verkehrsministerin führte sie 1965 bis 1968 die Atemalkoholbestimmung als Gegenmaßnahme zum um sich greifenden Fahren unter Alkoholeinfluss ein und legte außerdem ein dauerhaftes Tempolimit von 70 mph fest. Sie verantwortete die Stilllegung von ca. 2050 Meilen des Schienennetzes von British Railways, indem sie ihren Teil der Beeching-Axt in Kraft setzte – und damit ein Wahlversprechen der Labour-Partei brach, dieses Vorhaben zu stoppen. Auf der anderen Seite verhinderte sie die Stilllegung mehrerer Bahnstrecken wie etwa der Looe Valley Line in Cornwall und führte 1968 mit dem Transport Act die ersten staatlichen Förderungen für strukturell wichtige, aber unprofitable Verbindungen ein. Eine ihrer größten Errungenschaften als Verkehrsministerin war die Einführung der allgemeinen Gurtpflicht für Hersteller.
Obwohl sie Verkehrsministerin war und diese Rolle anfangs enthusiastisch wahrnahm, konnte sie nicht selbst Auto fahren und wurde zu Veranstaltungen chauffiert, zum Beispiel durch die junge Labour-Party-Aktivistin Hazel Blears in den 1980er Jahren. Obwohl sie selbst keinen Führerschein besaß, gab es eine Kontroverse, als sie die lokalen Regierungsfunktionäre dazu aufrief, dem ungehinderten Autoverkehr in Stadtgebieten mehr Aufmerksamkeit zu schenken, da „die meisten Fußgänger von oder zu ihren Autos laufen“.
Als Staatssekretärin für Arbeit (Secretary of State for Employment) wurde sie außerdem von Harold Wilson zur Ersten Staatssekretärin (First Secretary of State), was sie in das Herz der Regierung brachte. Sie bekam starken Gegenwind, als die Gewerkschaften gegen die Vorschläge aus ihrem White Paper In Place of Strife rebellierten, laut denen deren Macht reduziert werden sollte. Das führte zu einem ernsten Zerwürfnis im Kabinett, mit Rücktrittsandrohungen, lautstarken Emotionen und dem durch ihren zukünftigen Gegenspieler James Callaghan öffentlich ausgetragenen Versuch, den Gesetzesentwurf zu kippen. Diese Aufsplittung mag zu dem Wahlverlust von 1970 beigetragen haben.
Sie ging auch beim Streik der Sitzbezugnäherinnen im Ford-Werk Dagenham in die Geschichte ein, bei dem die Mitarbeiterinnen verlangten, genauso viel zu verdienen wie ihre männlichen Kollegen. Sie half den Streik beizulegen, der zu einer Lohnerhöhung führte, so dass die Mitarbeiterinnen 92 % des Lohns der männlichen Kollegen bekamen. In der Nachfolge dieses Streiks wurde durch Castle der Equal Pay Act 1970 erstellt. Der Streik in den Fordwerken war im Jahre 2010 Vorlage für den britischen Film We Want Sex. Castle wurde hier von Miranda Richardson dargestellt.
Nach dem Wahlsieg Harold Wilsons über Edward Heath wurde Castle Staatssekretärin für Gesundheit und Sozialdienste (Secretary of State for Health und Social Services). Im Referendum von 1975 trug sie ihre Euroskepsis offen zur Schau. Bei einer Debatte mit dem Liberalen Jeremy Thorpe wurde sie von ihm gefragt, ob sie weiterhin als Ministerin zur Verfügung stehe, wenn es zu einem Ja beim Referendum käme. Sie antwortete ihm: „Falls die Abstimmung Ja sein sollte, braucht mich mein Land mehr als je zuvor.“ Trotz dieser Ansichten wurde sie später ein Mitglied des Europäischen Parlaments (1979–1989).
Castle verlor ihr Amt als Ministerin, als ihr politischer Gegner James Callaghan 1976 Premierminister wurde und sie nahezu sofort entließ, nachdem er das Amt angetreten hatte. In einem Interview viele Jahre später äußerte sie, dass es größte Selbstbeherrschung gebraucht habe, auf sein Statement, dass er im Kabinett jemand Jüngeren haben wolle, nicht zu antworten: „Und warum fängst du dann nicht mit dir selbst an, Jim?“

## Europäisches Parlament
Trotz ihrer Euroskepsis wurde sie ins Europäische Parlament gewählt. 1979–1984 vertrat sie Greater Manchester North und 1984–1989 Greater Manchester West.  Ihr größter Beitrag habe nach ihren eigenen Worten darin bestanden, im Landwirtschaftsausschuss gegen die Subventionspolitik der EG Front zu machen und die dadurch entstandenen Skandale und Milliardenverluste anzuprangern.

## Ehrungen
- Order of the Companions of O. R. Tambo in Silber[9]
- Ehrendoktor der Open University (postum, Juni 2003)
- Großes Bundesverdienstkreuz (9. Januar 1990)[10][11]

## Life Peer
1974 wurde ihr Ehemann, Edward Castle, als Life Peer mit dem Titel Baron Castle, of Islington in Greater London, Mitglied des House of Lords. Daher wäre seine Frau formell Lady Castle, aber sie lehnte diesen Höflichkeitstitel ab. Ted Castle starb 1979. 1990 wurde sie eine Life Peeress in eigenem Recht mit dem Titel Baroness Castle of Blackburn, of Ibstone in the County of Buckinghamshire. Sie blieb bis zu ihrem Tod in der Politik und griff noch auf der Labour Party-Konferenz von 2001 den damaligen Chancellor of the Exchequer, Gordon Brown, an, weil er es ablehnte, die Pensionen mit den Einkünften zu verknüpfen.

## Tod
Castle starb in Ibstone, Chiltern, Buckinghamshire an einer durch eine chronische Lungenkrankheit ausgelösten Lungenentzündung.